# Лінія Дистрикт
51°30′24″ пн. ш. 0°17′07″ зх. д. / 51.5066° пн. ш. 0.2852° зх. д.
Лінія Дистрикт (англ. District line), Дистрикт-лайн, Окружна лінія — лінія Лондонського метрополітену, п'ята за пасажирообігом у Лондоні з 208 млн пасажирів у 2017/18, яка прямує від Апмінстера на сході до Ерлс-корт у Західному Лондоні, де від неї відгалужується декілька ліній. 
- Відгалуження до Вімблдону на південному заході Лондона,
- Відгалуження до Еджвар-роуд
- Відгалуження до Кенсінгтон (Олимпія).
- Головний маршрут продовжується на захід від Ерлс-корт до Тернем-Грін, після чого знову розгалужується:
  - Відгалуження до Ричмонд
  - Відгалуження до Ілінг-Бродвей

Має 60 станцій, 25 з яких — підземні, завдовжки — 64 км. На схемах традиційно позначається зеленим кольором.

## Рухомий склад
7-вагонні потяги S Stock, що використовують наприкінці 2010-х на лінії, почали введення в експлуатацію на лінії з 2013 року, починаючи з дільниці «Олимпія» — «Вест-Хем», поступово замінюючи C та D Stock. Ці потяги є лінійки Bombardier Movia.
З максимальною швидкістю в 100 км/год, 7-ми вагонний потяг S Stock має пасажиромісткість 865 осіб проти 739 пасажирів для 6-ти вагонного C Stock та 827 пасажирів для 6-ти вагонного D Stock. Завдовжки 117 метрів поїзди S Stock на 24 метри довші, ніж 93-метрові потяги C Stock, через що станційні платформи були подовжені. Потяги мають регенеративні гальма, що дозволяє їм повернути близько 20% своєї енергії в мережу. Тягова напруга була збільшена в 2017 році від номінальних 630 В до 750 В, щоб дати кращу продуктивність і дозволити поїздам повернути більше енергії в мережу через свої регенеративні гальма. Потяги D78 Stock повністю були виведені з експлуатації до квітня 2017 року.

## Депо
Потяги S Stock обслуговує депо Ілінг-коммон, що було побудовано у 1900-і коли було електрифіковано лінію Дистрикт та Апмінстер було побудовано в 1956–1958 роках.

## Станції
Із заходу на схід
| Станція              | Фото | Відкриття       | Відгалуження  | Додаткова інформація | Розташування                                                          |
| -------------------- | --- | --------------- | ------------- | --- | --------------------------------------------------------------------- |
| Ричмонд              | | 1 жовтня 1877   | Ричмонд       | Пересадка на потяги National Rail. Відкрито L&SWR як «Ричмонд-Нью» 1 січня 1869, станцію об'єднано із залізничною станцією у 1937. | 51°27′47″ пн. ш. 000°18′00″ зх. д. / 51.46306° пн. ш. 0.30000° зх. д. |
| К'ю-гарденс          | | 1 жовтня 1877   | Ричмонд       | L&SWR відкрила станцію 1 січня 1869 | 51°28′38″ пн. ш. 000°17′07″ зх. д. / 51.47722° пн. ш. 0.28528° зх. д. |
| Ганнерсбері          | | 1 жовтня 1877   | Ричмонд       | Пересадка на потяги London Overground. Відкрито L&SWR як «Брентфорд-роуд» 1 січня 1869, перейменовано у 1871. | 51°29′30″ пн. ш. 000°16′30″ зх. д. / 51.49167° пн. ш. 0.27500° зх. д. |
| Ілінг-Бродвей        | | 1 липня 1879    | Ілінг Бродвей | Пересадка на потяги National Rail та Центральна лінія | 51°30′53″ пн. ш. 000°18′06″ зх. д. / 51.51472° пн. ш. 0.30167° зх. д. |
| Ілінг-коммон         | | 1 липня 1879    | Ілінг Бродвей | Пересадка на лінію Пікаділлі. У 1886 — 1910 роках відома як «Ілінг-коммон-енд-Вест-Актон» | 51°30′37″ пн. ш. 000°17′17″ зх. д. / 51.51028° пн. ш. 0.28806° зх. д. |
| Актон-таун           | | 1 липня 1879    | Ілінг Бродвей | Відкрита як «Мілл-гілл-парк», перейменована 1 березня 1910. Пересадка на лінію Пікаділлі | 51°30′10″ пн. ш. 000°16′48″ зх. д. / 51.50278° пн. ш. 0.28000° зх. д. |
| Чизік-парк           | | 1 липня 1879    | Ілінг Бродвей | Відкрита як «Актон-Грін», перейменована на «Чизік-парк-енд-Актон-Грін» у 1889, перейменована 1910 | 51°29′41″ пн. ш. 000°16′04″ зх. д. / 51.49472° пн. ш. 0.26778° зх. д. |
| Тернем-Грін          | | 1 червня 1877   | Головна лінія | Станція у складі L&SWR відкрито 1 січня 1869 | 51°29′43″ пн. ш. 000°15′18″ зх. д. / 51.49528° пн. ш. 0.25500° зх. д. |
| Стемфорд-брук        | | 1 лютого 1912   | Головна лінія | | 51°29′42″ пн. ш. 000°14′45″ зх. д. / 51.49500° пн. ш. 0.24583° зх. д. |
| Равенскорт-парк      | | 1 червня 1877   | Головна лінія | Відкрита як «Шафтсбері-роуд» у складі L&SWR 1 квітня 1873, перейменована 1 березня 1888 | 51°29′39″ пн. ш. 000°14′09″ зх. д. / 51.49417° пн. ш. 0.23583° зх. д. |
| Гаммерсміт           | | 9 вересня 1874  | Головна лінія | Пересадка на лінії Пікаділлі, Гаммерсміт-енд-Сіті та Кільцева | 51°29′39″ пн. ш. 000°13′30″ зх. д. / 51.49417° пн. ш. 0.22500° зх. д. |
| Баронс-корт          | | 15 грудня 1906  | Головна лінія | Пересадка на лінію Пікаділлі | 51°29′26″ пн. ш. 000°12′49″ зх. д. / 51.49056° пн. ш. 0.21361° зх. д. |
| Вест-Кенсінгтон      | | 9 вересня 1874  | Головна лінія | Відкрита як «Норт-Енд (Фулгем)», перейменовано в 1877 | 51°29′27″ пн. ш. 000°12′23″ зх. д. / 51.49083° пн. ш. 0.20639° зх. д. |
| Вімблдон             | | 3 червня 1889   | Вімблдон      | Пересадка на потяги National Rail та Tramlink. Станцію відкрито у складі L&SWR 21 травня 1838. | 51°25′24″ пн. ш. 000°12′15″ зх. д. / 51.42333° пн. ш. 0.20417° зх. д. |
| Вімблдон-парк        | | 3 червня 1889   | Вімблдон      | | 51°26′02″ пн. ш. 000°12′00″ зх. д. / 51.43389° пн. ш. 0.20000° зх. д. |
| Саутфілдс            | | 3 червня 1889   | Вімблдон      | | 51°26′42″ пн. ш. 000°12′25″ зх. д. / 51.44500° пн. ш. 0.20694° зх. д. |
| Іст-Патні            | | 3 червня 1889   | Вімблдон      | | 51°27′31″ пн. ш. 000°12′41″ зх. д. / 51.45861° пн. ш. 0.21139° зх. д. |
| Патні-брідж          | | 1 березня 1880  | Вімблдон      | Відкрита як «Патні-брідж-енд-Фулгем», перейменовано 1 січня 1902 на «Патні-брідж-енд-Герлінгем», сьогоденна назва з 1932 | 51°28′06″ пн. ш. 000°12′32″ зх. д. / 51.46833° пн. ш. 0.20889° зх. д. |
| Парсонс-Грін         | | 1 березня 1880  | Вімблдон      | | 51°28′31″ пн. ш. 000°12′04″ зх. д. / 51.47528° пн. ш. 0.20111° зх. д. |
| Фулгем-Бродвей       | | 1 березня 1880  | Вімблдон      | Відкрито як Фулгем-Грін, перейменовано 2 березня 1952 | 51°28′50″ пн. ш. 000°11′41″ зх. д. / 51.48056° пн. ш. 0.19472° зх. д. |
| Вест-Бромптон        | | 12 квітня 1869  | Вімблдон      | Пересадка на потяги National Rail та London Overground | 51°29′12″ пн. ш. 000°11′45″ зх. д. / 51.48667° пн. ш. 0.19583° зх. д. |
| Кенсінгтон (Олимпія) | | 20 грудня 1946  | Олимпія       | Пересадка на потяги National Rail та London Overground. L&SWR відкрила станцію «Кенсінгтон» на залізниці West London Railway в 1844. Метростанція була відкрита 2 червня 1862 і була перейменована на «Кенсінгтон-Аддісон-роуд» в 1868, обслуговувала L&NWR, GWR, Metropolitan та інші залізниці, до припинення цих послуг в 1940. Відновлена у складі лінії Дистрикт в 1946. | 51°29′55″ пн. ш. 000°12′39″ зх. д. / 51.49861° пн. ш. 0.21083° зх. д. |
| Ерлс-корт            | | 30 жовтня 1871  | Головна лінія | Пересадка на лінії Пікаділлі та Дистрикт | 51°29′29″ пн. ш. 000°11′41″ зх. д. / 51.49139° пн. ш. 0.19472° зх. д. |
| Хай-стріт-Кенсінгтон | A white many-windowed building | 1 жовтня 1868   | Еджвар-роуд   | Відкрито як Кенсінгтон (Хай-стріт). Пересадка на Кільцеву лінію | 51°30′03″ пн. ш. 000°11′33″ зх. д. / 51.50083° пн. ш. 0.19250° зх. д. |
| Ноттінг-гілл-гейт    | A railway station with side platforms either side of two tracks that disappear into darkness under a painted steel bridge like structure topped with a brick wall, covered by a partially glazed barrel roof. | 1 October 1868  | Еджвар-роуд   | Пересадка на Центральну лінію. | 51°30′32″ пн. ш. 000°11′49″ зх. д. / 51.50889° пн. ш. 0.19694° зх. д. |
| Бейсвотер            | A single storey pale brick building topped with stone railing. Above an entrance is a canopy, around which are rectanglar blue signs reading "BAYSWATER" and "BAYSWATER STATION". People are walking in the street. | 1 жовтня 1868   | Еджвар-роуд   | Відкрита як Бейсвотер, перейменована на Бейсвотер (Квінс-роуд)-енд-Вестборн-гроув в 1923, Бейсвотер-(Квінс-роуд) в 1933 та Бейсвотер (Квінсвей) в 1946, пізніше (Квінсвей) було прибрано. | 51°30′43″ пн. ш. 000°11′17″ зх. д. / 51.51194° пн. ш. 0.18806° зх. д. |
| Паддінгтон           | A pale two storey stone building, with gold coloured letters at the top reading "METROPOLITAN RAILWAY" and "PADDINGTON STATION", windows on the first floor. On the ground floor there are shops either side of an entrance with a canopy with rectanglar blue signs reading "PADDINGTON STATION". There are cars and a small truck in the road and people are walking on the pavement. | 1 жовтня 1868   | Еджвар-роуд   | Відкрито як «Паддінгтон (Прад-стріт)», перейменовано в 1948. Пересадка на лінію Бакерлоо та залізничну станцію «Паддінгтон». | 51°30′56″ пн. ш. 000°10′32″ зх. д. / 51.51556° пн. ш. 0.17556° зх. д. |
| Еджвар-роуд          | | 1 жовтня 1863   | Еджвар-роуд   | Пересадка на лінії Центральну та Гаммерсміт-енд-Сіті | 51°31′12″ пн. ш. 000°10′04″ зх. д. / 51.52000° пн. ш. 0.16778° зх. д. |
| Глостер-роуд         | A beige-bricked building with a green sign reading "METROPOLITAN & DISTRICT RAILWAYS GLOUCESTER ROAD STATION" in white letters | 1 жовтня 1868   | Головна лінія | Відкрито як «Бромптон (Глостер-роуд)», перейменовано в 1907. Пересадка на лінії Пікаділлі та Кільцева | 51°29′41″ пн. ш. 000°10′59″ зх. д. / 51.49472° пн. ш. 0.18306° зх. д. |
| Саут-Кенсінгтон      | A entrance behind a raised bed of green plant and under a blue sign reading "SOUTH KENSINGTON STATION" leads into an arcade of shops. Above the entrance there is a glass panel with white lettering reading "METROPOLITAN AND DISTRICT RAILWAYS" and "SOUTH KENSINGTON STATION". | 24 грудня 1868  | Головна лінія | Пересадка на лінію Пікаділлі | 51°29′39″ пн. ш. 000°10′26″ зх. д. / 51.49417° пн. ш. 0.17389° зх. д. |
| Слоун-сквер          | A modern looking building with marble coloured tiled wall at ground level with grey cladding above. A small concrete canopy is over the larger of two entrances with blue signs reading "SLOANE SQUARE STATION", people are entering and exiting through the larger entrance. | 24 грудня 1868  | Головна лінія | | 51°29′33″ пн. ш. 000°09′24″ зх. д. / 51.49250° пн. ш. 0.15667° зх. д. |
| Лондон-Вікторія      | A grey building with three rectangular, white signs reading "London Victoria Station" in black letters all under a clear, white sky | 24 грудня 1868  | Головна лінія | Пересадка на лінію Вікторія та потяги National Rail. | 51°29′48″ пн. ш. 000°08′41″ зх. д. / 51.49667° пн. ш. 0.14472° зх. д. |
| Сент-Джеймс-парк     | | 24 грудня 1868  | Головна лінія | | 51°29′58″ пн. ш. 000°08′04″ зх. д. / 51.49944° пн. ш. 0.13444° зх. д. |
| Вестмінстер          | A large crowd of people walking on a grey sidewalk next to a black road where two vehicles are driving from the left to the right | 24 грудня 1868  | Головна лінія | Відкрита як Вестмінстер-брідж, перейменовано в 1907. Пересадка на лінію Джубилі | 51°30′04″ пн. ш. 000°07′30″ зх. д. / 51.50111° пн. ш. 0.12500° зх. д. |
| Ембанкмент           | A grey building with a blue sign reading "EMBANKMENT STATION" in white letters and people standing in the foreground all under a white sky | 30 травня 1870  | Головна лінія | Відкрито як «Чарінг-кросс», перейменовано на «Чарінг-кросс-Ембанкмент» в 1974 і перейменовано у сьогоденну назву в 1976. Пересадка на лінії Бакерлоо та Північна та залізничну станції «Чарінг-кросс» | 51°30′25″ пн. ш. 000°07′19″ зх. д. / 51.50694° пн. ш. 0.12194° зх. д. |
| Темпл                | A grey building with a rectangular, white sign on a rounded corner reading "TEMPLE STATION" in black letters all under a blue sky | 30 травня 1870  | Головна лінія | Відкрито як «The Temple». | 51°30′40″ пн. ш. 000°06′52″ зх. д. / 51.51111° пн. ш. 0.11444° зх. д. |
| Блекфрайерс          | A glass structure with gray slats on higher floor; an entrance leads under a canopy with a sign reading "BLACKFRIARS STATION" into a large internal space seen through the glass, People are walking into the entrance and coming up steps from an underpass. | 30 травня 1870  | Головна лінія | Пересадка на National Rail. | 51°30′42″ пн. ш. 000°06′11″ зх. д. / 51.51167° пн. ш. 0.10306° зх. д. |
| Меншн-хаус           | A beige-bricked building with a rectangular, dark blue sign reading "MANSION HOUSE STATION" in white letters and a yellow sign reading "OFFICES TO LET" | 3 липня 1871    | Головна лінія | | 51°30′44″ пн. ш. 000°05′39″ зх. д. / 51.51222° пн. ш. 0.09417° зх. д. |
| Кеннон-стріт         | A building with four people walking in front of it, one man in a white shirt sitting in front of it, and one white vehicle driving in front of it | 6 жовтня 1884   | Головна лінія | Пересадка на National Rail. | 51°30′37″ пн. ш. 000°05′27″ зх. д. / 51.51028° пн. ш. 0.09083° зх. д. |
| Моньюмент            | An entrance in a larger building under a sign reading "MONUMENT STATION" reveals banisters leading down. A woman is walking out of the entrance | 6 жовтня 1884   | Головна лінія | Відкрита як «Істчіп», перейменовано на «The Monument» в 1884. Ескалатор сполучає зі станцією Бенк, пересадка на лінії Центральна, Північна, Ватерлоо-енд-Сіті та DLR. | 51°30′47″ пн. ш. 000°05′17″ зх. д. / 51.51306° пн. ш. 0.08806° зх. д. |
| Тауер-гілл           | A grey, many-windowed castle with flags flying from its turrets in the background, several people walking in the foreground, and a bright sky above | 25 вересня 1882 | Головна лінія | Metropolitan Railway відкрила «Tower of London», але закрила її в 1884 через те що District Railway відкрила метростанцію «Марк-лейн» поруч. Цю станцію перейменували на «Тауер-гілл» в 1946, відкрита в 1967 на місці «Tower of London». Пересадка на Кільцеву лінію. | 51°30′36″ пн. ш. 000°04′34″ зх. д. / 51.51000° пн. ш. 0.07611° зх. д. |
| Олдгейт-Іст          | In the middle of building works a glass doors show banisters leading down beneath a sign reading "ALDGATE EAST STATION", this beneath a canopy supported on four girders. | 6 жовтня 1884   | Головна лінія | Пересадка на лінію Гаммерсміт-енд-Сіті. Відкрито на цьому місці в 1938. | 51°30′55″ пн. ш. 000°04′20″ зх. д. / 51.51528° пн. ш. 0.07222° зх. д. |
| Вайтчепел            | Two entrances on the ground floor of what looks like a terraced house between a shop with green sign reading "Fresh" and a building with a sign reading "Lecture Hall" above a door | 6 жовтня 1884   | Головна лінія | Пересадка на потяги London Overground. Відкрито як «Вайтчепл (Майл-Енд)», перейменовано у 1901. | 51°31′08″ пн. ш. 000°03′40″ зх. д. / 51.51889° пн. ш. 0.06111° зх. д. |
| Степні-Грін          | A brick building under a slate roof with a pale front; two arched doorways on the left and four arched windows to the right, above which a rectangular, dark blue sign reading "STEPNEY GREEN STATION" in white letters | 23 червня 1902  | Головна лінія | | 51°31′19″ пн. ш. 000°02′47″ зх. д. / 51.52194° пн. ш. 0.04639° зх. д. |
| Майл-Енд             | A grey-bricked building with a rectangular, dark blue sign reading "MILE END STATION" in white letters all under a light blue sky with white clouds | 2 червня 1902   | Головна лінія | кросплатформова пересадка на Центральну лінію. | 51°31′30″ пн. ш. 000°01′59″ зх. д. / 51.52500° пн. ш. 0.03306° зх. д. |
| Боу-роуд             | A red-bricked building with a blue sign reading "BOW ROAD STATION" in white letters and a tree in the foreground all under a blue sky with white clouds | 11 червня 1902  | Головна лінія | | 51°31′38″ пн. ш. 000°01′29″ зх. д. / 51.52722° пн. ш. 0.02472° зх. д. |
| Бромлі-бай-Боу       | A squat bricked building behind a concrete wall with a dark blue sign reading "BROMLEY-BY-BOW STATION" in white letters | 2 червня 1902   | Головна лінія | Відкрита у складі LT&SR у 1894, під назвою «Бромлі», трафік на LT&SR закрито в 1940 і перейменовано в 1967. | 51°31′26″ пн. ш. 000°00′41″ зх. д. / 51.52389° пн. ш. 0.01139° зх. д. |
| Вест-Гем             | A brown-bricked building with a large, grey sign reading "WEST HAM" in white letters and four people in front all under a light grey sky | 2 червня 1902   | Головна лінія | Пересадка на лінії Джубилі DLR, та National Rail. Мала назву Вест-Гам (Менор-роад) у 1924 — 1969, обслуговувала лінію Метрополітен з 1941, припинення трафіку Метрополітен та LT&SR з 1994. | 51°31′41″ пн. ш. 000°00′14″ сх. д. / 51.52806° пн. ш. 0.00389° сх. д. |
| Плейстоу             | A red bricked cube shaped building with a rectangular, dark blue sign reading "PLAISTOW STATION" in white letters and people walking on the pavement in front | 2 червня 1902   | Головна лінія | Станція LT&SR з 1858. | 51°31′53″ пн. ш. 000°01′02″ сх. д. / 51.53139° пн. ш. 0.01722° сх. д. |
| Аптон-парк           | A red-and-brown bricked building with a rectangular, dark blue sign reading "UPTON PARK STATION" in white letters all under a light blue sky | 2 червня 1902   | Головна лінія | Станція LT&SR з 1877. | 51°32′06″ пн. ш. 000°02′04″ сх. д. / 51.53500° пн. ш. 0.03444° сх. д. |
| Іст-Гем              | A red- and brown-bricked building with a blue sign reading "EAST HAM STATION" in white letters and people walking in front all under a white sky | 2 червня 1902   | Головна лінія | Станція LT&SR з 1858. | 51°32′20″ пн. ш. 000°03′06″ сх. д. / 51.53889° пн. ш. 0.05167° сх. д. |
| Баркінг              | A glass and steel building with a canopy, a row of shops at ground level. There is a bus waiting at a bus stop in front of the building, and cars waiting with people. A sign above an entrance readings "Barking" with symbols for National Rail and London Underground. | 2 червня 1902   | Головна лінія | Пересадка на потяги National Rail та London Overground. Станція LT&SR відкрита у 1854. District Railway service withdrawn 1905–1908. | 51°32′21″ пн. ш. 000°04′54″ сх. д. / 51.53917° пн. ш. 0.08167° сх. д. |
| Апней                | | 12 вересня 1932 | Головна лінія | | 51°32′19″ пн. ш. 000°06′05″ сх. д. / 51.53861° пн. ш. 0.10139° сх. д. |
| Беконтрі             | | 12 вересня 1932 | Головна лінія | | 51°32′25″ пн. ш. 000°07′37″ сх. д. / 51.54028° пн. ш. 0.12694° сх. д. |
| Дагенгем-Гітвей      | | 12 вересня 1932 | Головна лінія | Відкрита як Гітвей, перейменована в 1949 | 51°32′30″ пн. ш. 000°08′49″ сх. д. / 51.54167° пн. ш. 0.14694° сх. д. |
| Дагенгем-Іст         | | 2 червня 1902   | Головна лінія | Відкрита як Дагенгам в 1885, Не обслуговувала лінію Дистрикт у 1905 — 1932, перейменована у 1949 | 51°32′40″ пн. ш. 000°09′56″ сх. д. / 51.54444° пн. ш. 0.16556° сх. д. |
| Елм-парк             | | 13 травня 1935  | Головна лінія | | 51°32′59″ пн. ш. 000°11′52″ сх. д. / 51.54972° пн. ш. 0.19778° сх. д. |
| Горнчерч             | | 2 червня 1902   | Головна лінія | Станція LT&SR відкрита у 1885, Не обслуговувала лінію Дистрикт у 1905 — 1932. | 51°33′11″ пн. ш. 000°13′08″ сх. д. / 51.55306° пн. ш. 0.21889° сх. д. |
| Апмінстер-брідж      | | 17 грудня 1934  | Головна лінія | | 51°33′29″ пн. ш. 000°14′03″ сх. д. / 51.55806° пн. ш. 0.23417° сх. д. |
| Апмінстер            | | 2 червня 1902   | Головна лінія | Станція LT&SR відкрита у 1885, Не обслуговувала лінію Дистрикт у 1905 — 1932. Пересадка на потяги National Rail та London Overground. | 51°33′32″ пн. ш. 000°15′04″ сх. д. / 51.55889° пн. ш. 0.25111° сх. д. |